# Stelis donaxopetala
Stelis donaxopetala är en orkidéart som beskrevs av Carlyle August Luer. Stelis donaxopetala ingår i släktet Stelis och familjen orkidéer. Inga underarter finns listade i Catalogue of Life.